# براندون كوفمان
براندون كوفمان (بالإنجليزية: Brandon Kaufman)‏ هو لاعب كرة قدم أمريكية ولاعب كرة قدم كندية أمريكي، ولد في 26 أكتوبر 1990 في دنفر في الولايات المتحدة.